# Брезовица (Велика Полана)
Брезовица (словен. Brezovica, мађ. Lendvanyíres) је насељено место у општини Велика Полана, Помурска регија, Словенија.

## Историја
До територијалне реорганизације у Словенији била је у саставу старе општине Лендава.

## Становништво
У попису становништва из 2011. године, Брезовица је имала 206 становника.
| Број становника према пописима | Број становника према пописима | Број становника према пописима |
| ------------------------------ | ------------------------------ | ------------------------------ |
| 1991                           | 2002                           | 2011                           |
| 264                            | 217                            | 206                            |